# Eunicella verrucosa
Eunicella verrucosa é uma espécie de invertebrado da família Eunicellidae. Pode ser encontrada nos seguintes países: Argélia, França, Irlanda, Itália, Mauritania, Marrocos, Espanha, o Reino Unido e Sahara Ocidental.